# Платен, Бальцар фон (политик, 1766)
Бальтцар Богислаус фон Платен (швед. Baltzar von Platen; 29 мая 1766, Рюген — 6 декабря 1829, Христиания, Норвегия) – шведский граф,  государственный и военный деятель, контр-адмирал военно-морского флота Швеции (1809), генерал-губернатор Норвегии с 1827 по 1829 год.

## Биография
Немецкого происхождения. Отец графа  Бальцара фон Платена (1804-1875), министра иностранных дел и министра ВМФ Швеции.
С 13 лет служил на флоте. Поступил в кадетское училище г. Карлскруна, в следующем году назначен прапорщиком военно-морского флота. После окончания училища провел три года в плаваниях , по возвращении участвовал в экспедициях на шведских военных кораблях, участвовал в русской кампании 1788 года. Был ранен в Гогландском сражении, попал в плен к русским на своем корабле и отправлен во внутренние районы России. По возвращении домой после заключения мира был произведен в капитаны. В последующем дослужился до подполковника Адмиралтейства и королевского генерал-адъютанта в 1795 году. С 1797 года его служба приостановлена, в 1800 году вышел в отставку. После увольнения с флота провел исследование возможного движения по каналам в Швеции.
В 1801 г. назначен руководителем сооружения Тролльхетте-канала. Во время Государственного переворота в Швеции (1809) активный сторонник Георга Адлерспарре. В том же году был избран в конституционный комитет. Вошёл в состав правительства. Стал председателем компании каналов, созданной в 1810 году, а после ухода из правительства в 1812 году, полностью посвятил себя завершению строительства каналов.
Суперинтендант армии в войне против Норвегии в 1812 г. Генерал-губернатор Гольштейна, Шлезвига и Ютландии в 1814. Один из уполномоченных по объединению Норвегии со Швецией. С 1827 по 1829 год занимал пост генерал-губернатора Норвегии. Популярностью не пользовался. Подавил выступление норвежцев.
Был почетным членом Сельскохозяйственной академии Швеции (1812), членом Шведской королевской академии наук  (1815) и почетным членом шведской Академии военных наук (1816).